# Duș bucal

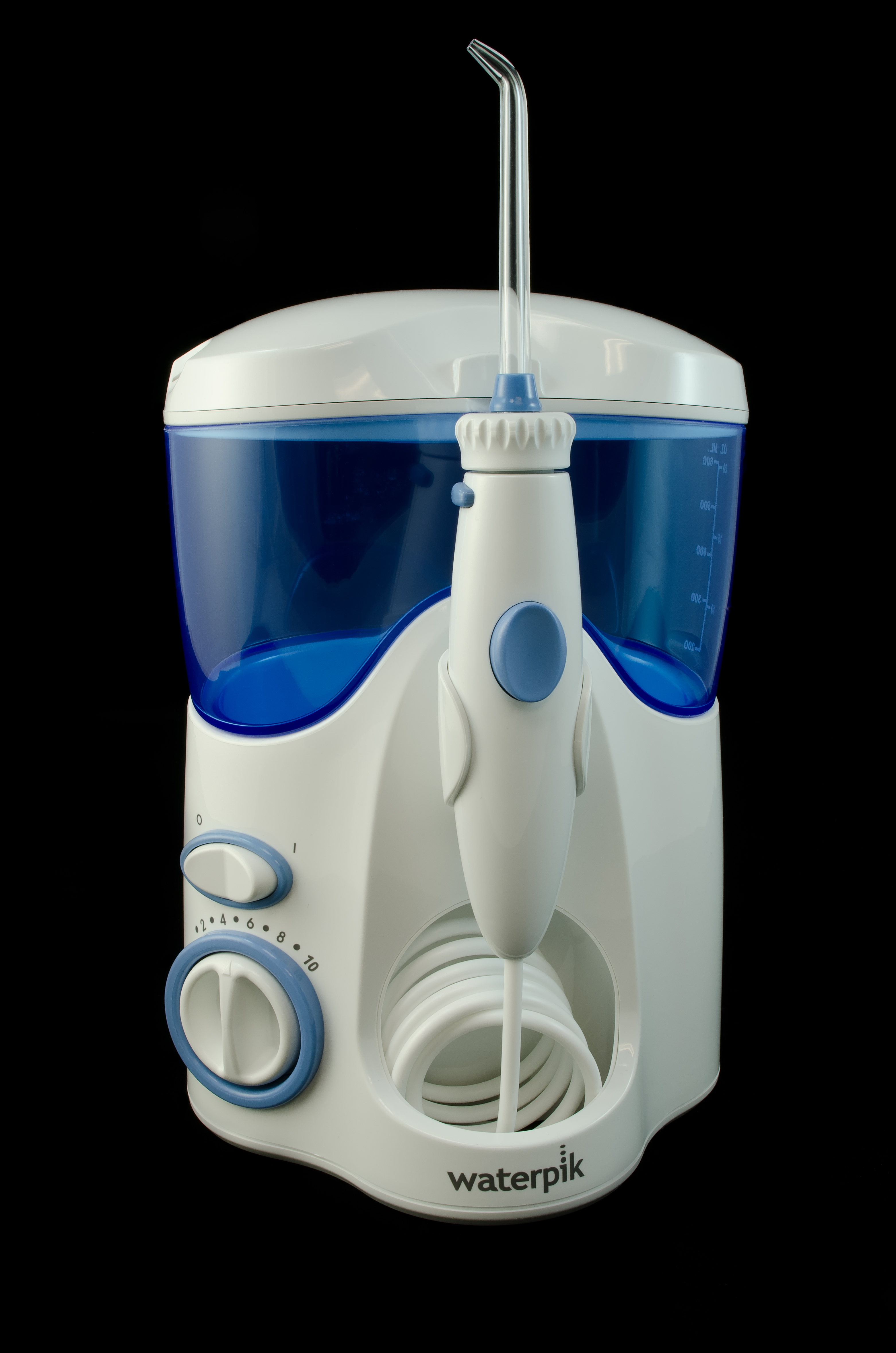
Duș bucal

În igiena orală, dușul bucal sau irigatorul oral este un instrument cu ajutorul căruia pot fi eliminate din interstițiile dentare resturile de mâncare și tartrul, folosind un jet aer și apă. Dușul bucal nu este un înlocuitor al periuței de dinți sau al aței dentare.
Reprezintă un instrument ideal pentru pacienții care au lucrări dentare, pentru igenizarea zonelor greu accesibile cu periuța de dinți sau cu ața dentară.
Lichidul proiectat poate să fie apă simplă sau în combinație cu o soluție antiseptică, spre exemplu apa de gură.
În funcție de direcția în care este îndreptat, jetul poate să elimine resturile alimentare restante între dinți dar și o parte din placa dentară. Se presupune însă că ața dentară elimină placa interdentară în proporție mai mare decât irigatorul.
Irigatorul oral prezintă setări în ceea ce privește puterea de proiectare a jetului de apă, de la foarte slab la foarte puternic.
După primele utilizări, pacienții pot să acuze sângerări gingivale care sunt normale, fac parte din procesul de adaptare a gingiei la noua metodă de igienizare.
Totuși, dacă sângerarea persistă peste o săptămână, pacientul trebuie să aibă în vedere reducerea intensității irigatorului și prezentarea la medicul stomatolog, pentru a elimina posibila cauză parodontală.

## Folosire
Irigatorul este prevăzut cu un rezervor care va fi umplut cu apă sau soluții antiseptice și cu un capăt activ ce va fi poziționat la nivel interdentar.
Este important ca prin mișcările efectuate cu irigatorul în funcțiune, să direcționăm resturile alimentare spre dinti și nu spre gingie.
Odată resturile împinse subgingival, acestea vor produce inflamație gingivală și durere.
Irigatoarele pot să funcționeze wireless, cu baterii sau prin conectare la priză. Irigatorul bucal și ața dentară pot să fie utilizate în paralel. Prima dintre acestea va elimina resturile alimentare grosier și mai ușor, pe când ața va netezi suprafețele interdentare, eliminând placa bacteriană.